# Lakk
Lakk és el grup de tribus kurdes més meridional de l'Iran, sovint escrit com a lak. El nom deriva del persa «lak» (cent mil) pel nombre de famílies originals. Viuen actualment al Luristan del nord i s'assemblen als lurs. La part del Luristan ocupada pels lakks, el nord i nord-oest del Luristan, és a vegades anomenat Lakistan. Una part dels laks són xiïtes. Van emigrar a la zona des de més al nord. La seva llengua és el lakki, dialecte kurd. Es van sotmetre als safàvides i en temps d'Abbas el Gran aquest els va instal·lar al Luristan per donar suport al seu governador a la província, Husayn Khan, parent de l'antic atabeg Shahwardi. Al segle xix s'esmenten com a tribus lakks les següents: Zands, Mafi, Badjilan i Zandi-yi kala.
Karim Khan Zand, nascut a la població de Päriya (moderna Päri) a uns 30 km de Daulatabad en direcció a Sultanabad, pertanyia a aquesta darrera tribu. El 1797 les tribus badjila i bayranwand van sostenir activament a Muhammad Khan Zand quan va provar de reprendre el poder. Els qajars dispersaren a les tribus lakks, i els zands van desaparèixer pràcticament i a la meitat del segle es van fusionar amb els badjiles de Khanikin, quedant només un grup de famílies que vien a la comarca de Doru Faraman al sud-est de Kirmanshah. Els mafi viuen a Waramin, Teheran i Qazvín.
Rabino di Borgomale va ampliar la llista de tribus lakks, afegint les següents: Silsila, Dilfan, Tirhan (aquestes tres tribus estaven sota la direcció única, el 1914, del clan Amrai), Bayranwand, Dalwand (aquestes dues darreres tribus formen el grup Bala-giriwa).